# 萊爾馬 (墨西哥州)
萊爾馬是墨西哥的城市，由墨西哥州負責管轄，位於該國南部，距離首都墨西哥城54公里，始建於1616年，面積228平方公里，每年平均降雨量1,075毫米，2005年人口105,578。